# Mosquée Sidi El Bahri
La mosquée Sidi El Bahri, dite aussi masjed Sidi El Bahri (arabe : مسجد سيدي البحري), est l'une des mosquées de la médina de Sfax. Elle est classée comme monument en 1922.

## Localisation
La mosquée occupe un emplacement stratégique du côté sud de la médina de Sfax. Elle ouvre, à la fois, sur la rue de la kasbah et la place Bab Diwan. Grâce à cet emplacement particulier, la mosquée Sidi El Bahri a joué d'autres rôles, outre sa fonction religieuse : elle avait une fonction défensive, en contrôlant l'accès principal de la médina à travers Bab Diwan, ainsi qu'un rôle économique, en supervisant les activités commerciales et les échanges financiers, essentiellement à l'époque hafside,.

## Histoire
Faute de sources écrites, l'histoire de cette mosquée est restée longtemps méconnue. On la trouve mentionnée dans des registres d'actes de habous ainsi que dans l'inventaire des monuments réalisé par les élèves de l'École militaire du Bardo au milieu du XIXe siècle. Selon des historiens, le style architectural du mihrab de cette mosquée indique son origine hafside.
Selon une inscription épigraphique qui décore le monument, la construction de l'édifice est attribuée à la famille Al Kotti, bâtisseurs célèbres de la médina de Sfax. Une autre inscription datant de 1789 commémore des travaux de restauration du monument à l'époque husseinite.

## Description

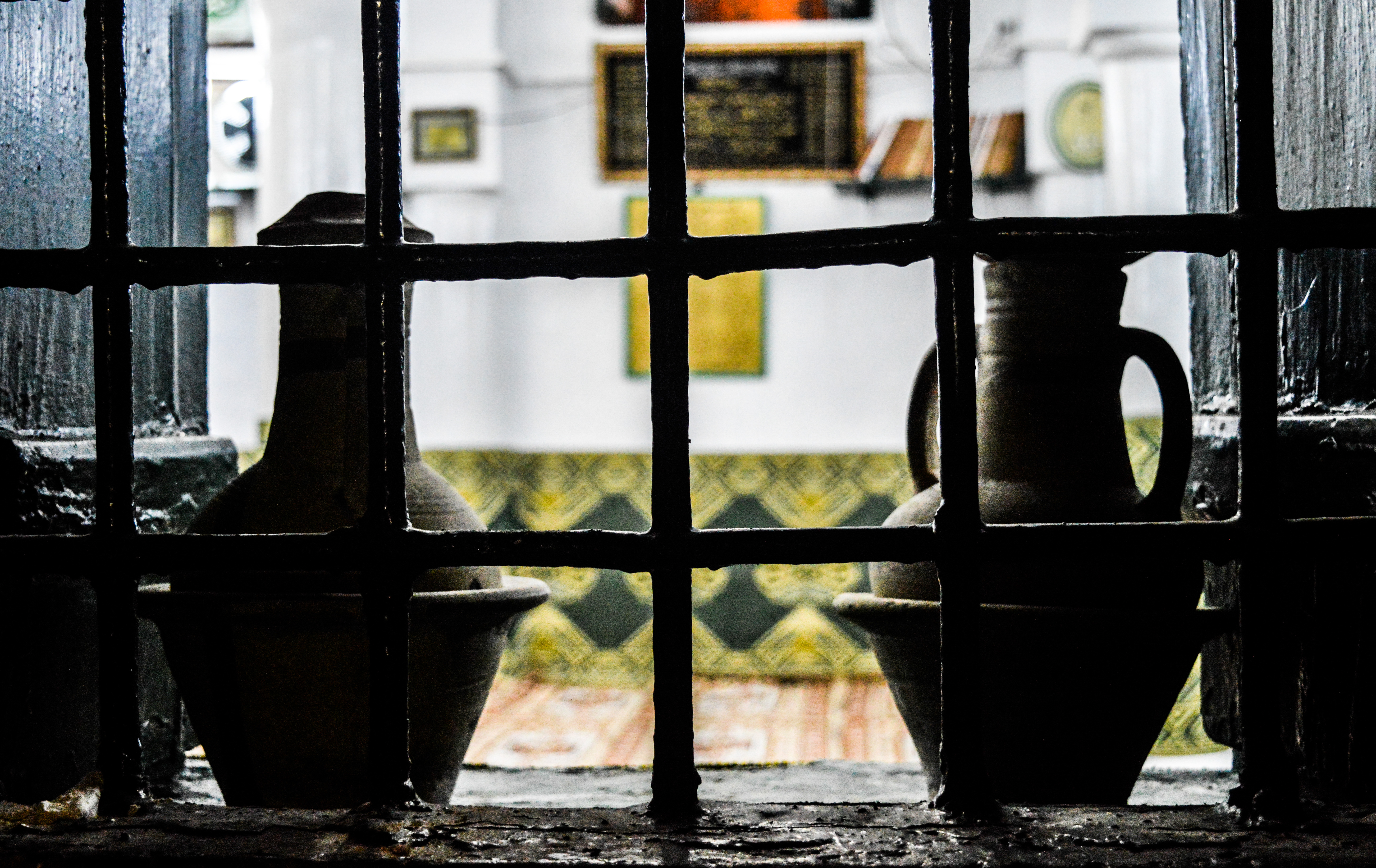
Aperçu de la salle de prière.

La mosquée Sidi El Bahri présente une salle de prière rectangulaire de 7,5 mètres de longueur sur sept mètres de largeur. Sa toiture en voûtes d'arêtes repose sur quatre colonnes centrales qui divisent l'espace en trois nefs longitudinales, parallèles au mur de la qibla, et trois autres nefs qui lui sont perpendiculaires. On y trouve une ornementation traditionnelle locale, semblable à ce qu'on peut trouver dans d'autres monuments de la médina. Son mihrab, de style simple, ressemble à celui de la salle de prière de la zaouïa Sidi Ali Ennouri.
Le bâtiment présente une façade en pierre de taille avec des ouvertures à encadrement en pierre sculptée et des inscriptions épigraphiques qui surmontent la porte d'entrée.